# 英国铁路450型电力动车组
英国铁路450型第三轨直流供电电联车于2003年投入使用。它们是西门子Desiro模块化列车系列的一部分。450型常常用于市郊外服务，配备标准座和头等座舱。该车组的最高时速为100英里/小时（161公里/小时）。
西门子 "Desiro UK"系列还包括185、350、360、380和444型车组。这些车组多服务于西南铁的线路上。450型是Desiro系列中数量最多的车组。

## 概览
2001年4月，Stagecoach旗下的西南铁订购了785辆车辆，以便按照其在2005年之前完成车队现代化，替代不符合现代卫生和安全要求的车头拉车厢式的旅客列车。由于450型有空调冷气设备，在线路上安装的第三轨供电不足而需要进行扩容改造，列车上线时间被推迟了一些。在2004年12月的列车时刻表调整中，450级的Desiro列车开始在大部分预定的线路上运行，但在某些地区的引进时间被推迟到2005年6月。这些车辆由Angels Trains租借给西南铁。
西南铁订购了68列新车，但之后此订单被转350型电联车。

## 编组
450型由4卡编成，半永久编组为DMSO(A)+TCO+TSO+DMSO(B)。
编号范围为450001-110的包括
   63201-63300和63751-63760 - DMSO(A)
   64201-64300和66851-66860 -- -- TCO
   68101-68200和66801-66810---TSO
   63601-63700和63701-63710 - DMSO(B)
编号在450111-127范围内的包括
   63901-63917 - DMSO(A)
   63921-63937 - TCO
   66901-66917 - Tso
   66921-66937 - DMSO(b)

## 运营
450型的在伦敦的某些通勤铁路线路、从伦敦滑铁卢出发的远郊和长途服务，以及伦敦地区以外的地方服务上运行。除英格兰西不和Eastleigh至罗姆西线外，所有西南铁路的线路都使用这些列车。这些线路包括
   滑铁卢至奥尔顿线
   滑铁卢至巴辛斯托克（不停伦敦-Woking间的各站）
   滑铁卢至吉尔福德（非固定班次）
   滑铁卢至雷丁（大部分服务由458运营）
   滑铁卢至温莎和伊顿河畔（非固定班次）
   滑铁卢至威桥（与458和707共用）
   滑铁卢至普尔（与444和442共用）
   滑铁卢至Haslemere（与444共用）
   滑铁卢至朴茨茅斯港（与444和442共用）
   阿斯科特到奥尔德肖特
   吉尔福德到法尔纳姆
   朴茨茅斯和南海/珀斯茅斯港至南安普顿中心（停所有车站）
   Brockenhurst至Lymington码头
   伯恩茅斯到韦茅斯。(单次)
   韦茅斯到布罗肯赫斯特。(单次)
在伦敦的通勤铁路服务中也可以看到455型列车，线路为Woking、Guildford、Dorking、Chessington South、Hampton Court、Shepperton和Kingston环线。特别多见于高峰期和周日工程施工期间。以前在Wareham和Brockenhurst铁路站之间也能看到这些列车的身影，但现在从Weymouth开往伦敦滑铁卢的每小时两班的车次由SWR 444型列车运营，每小时有两趟列车从伦敦滑铁卢开往普尔的慢车服务，由450级和444级列车共营。
朴茨茅斯直达线现在使用450级的Desiro列车。在伦敦滑铁卢至朴茨茅斯港的站站停慢车服务中，部分使用450级的Desiro列车代替444级的Desiro列车。但是使用450型的决定引起了乘客的投诉，主要原因是3+2的座位安排。

### 450/2型
西南铁最初与西门子公司签订的订单是100辆4卡（即目前的450/0型）和32辆5卡(即450/2型)，供伦敦市郊的大运量通勤线使用。然而，铁路战略局并不同意月台加长等事宜。結果，32輛五卡車被取消，160輛车厢被重新分配，而後來又增加了10輛4卡車廂，餘下的120輛車廂則被訂購為30輛四卡車廂的雙電壓350型雙線列車，供SilverLink和Central使用。
其后，SWT又收到17辆四卡车，使450型列车的总数达到127辆。这些车辆于2006年交付，在第一批订单中的最后一列列车交付后不久，这些车辆便已交付。45010101在比利时被损坏，被送回Wegberg-Wildenrath测试和验证中心进行维修，因此推迟了其进入英国。

### 450/5型改装
2008年1月，西南铁对28辆450/0型列车进行了改装，并重新编号为450/5型，用于滑铁卢和温莎之间、Hounslow环线以及滑铁卢和Weybridge之间的服务。这些列车的头等舱座位被拆除，改为2+3编队标准舱座位，其他一些座位也被拆除，以提供更多的站立空间；还提供了额外的扶手。改装后的编号为450043至450070，分别为450543至450570，并在机组正面的单位编号上方显示HC(表示"高容量")。改装工作是在伯恩茅斯车厂进行的。
由于预计458/5次列车改装后将在温莎线上使用，450/5次列车恢复了头等舱。它们现在在整个西南铁路的线路上普遍使用，不过，这些列车保留了4505xx号，因为标准座位配置仍然不同。随着它们在2019年末完成最新的内部整修，它们恢复到原来的编号。

### 2017年翻新
从2017年开始，新的西南铁按照合同要求对450型进行了整修。每个车卡都进行深度清洁，更换地毯和座套，标准舱的每两个座位将安装一个插头插座。头等舱将减少到每车末端8个座位（而非原本16个座位），并将配备新的真皮座椅和带无线充电设施的桌子。同时450/5号舱也将进行类似的翻新，并将重新编号为原来的编号，因此所有450号舱将再次共用一个共同的布局。

## 事故
2017年11月6日，450 025号在温布尔登附近出轨。 4人受伤；超过300名乘客被疏散出列车。事故的原因是轨道间距过大。路网（Network Rail）和伦敦地铁公司多年来都没有对轨道进行检查，原因是双方对谁负责维护该段120米(130码)的线路存在误解。

## 在役车辆
| Class | Operator | No. | Year Built | Carriages | Unit nos.             | Notes                                       |
| ----- | -------- | --- | ---------- | --------- | --------------------- | ------------------------------------------- |
| 450/0 | 西南铁   | 99  | 2002–06    | 4         | 450001–042 450071–127 |                                             |
| 450/5 | 西南铁   | 28  | 2008       | 4         | 450543–570            | 全部由Class 450/0改装为高运量版，现已复原。 |